# Pachnobia arufoides
Pachnobia arufoides là một loài bướm đêm trong họ Noctuidae.